# Остапы
Остапы́ (укр. Остапи) — село на Украине, основано в 1663 году, находится в Лугинском районе Житомирской области.
Код КОАТУУ — 1822884001. Население по переписи 2001 года составляет 421 человек. Почтовый индекс — 11341. Телефонный код — 4161. Занимает площадь 1,86 км².

## Адрес местного совета
11341, Житомирская область, Лугинский р-н, с.Остапы, ул.Центральная, 2